# Papilio alcmenor
Papilio alcmenor är en fjärilsart som beskrevs av Felder 1864. Papilio alcmenor ingår i släktet Papilio och familjen riddarfjärilar. Inga underarter finns listade i Catalogue of Life.

## Bildgalleri

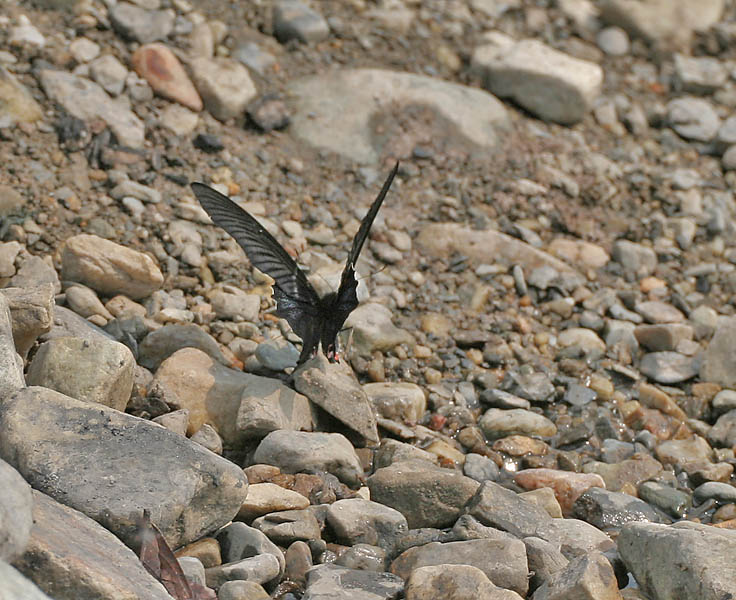
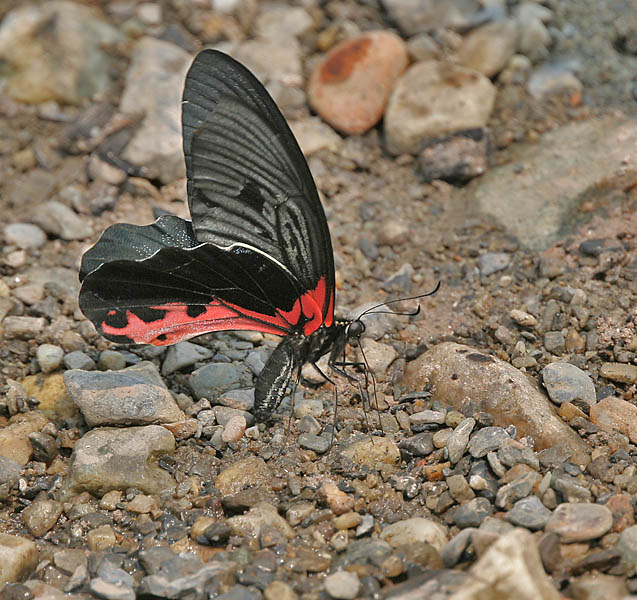
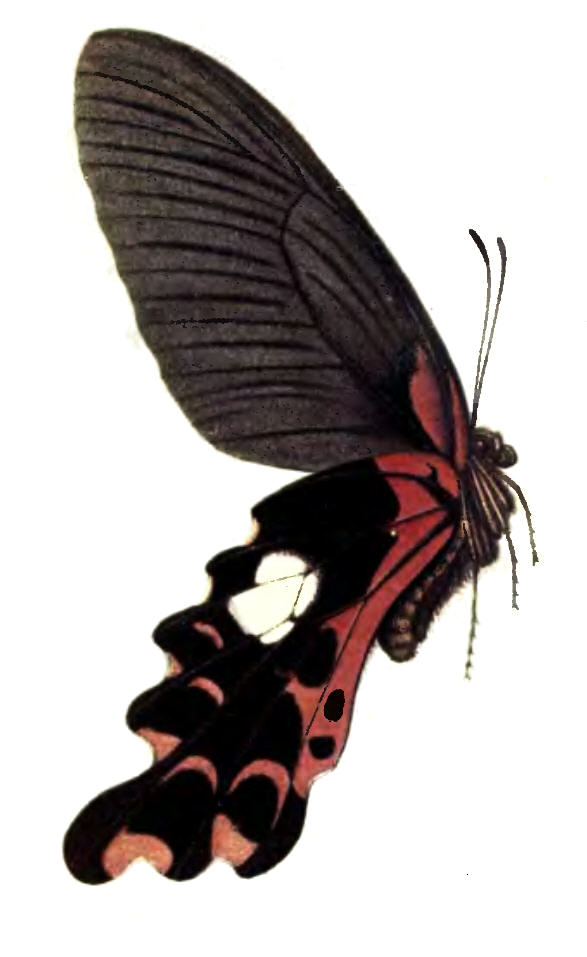
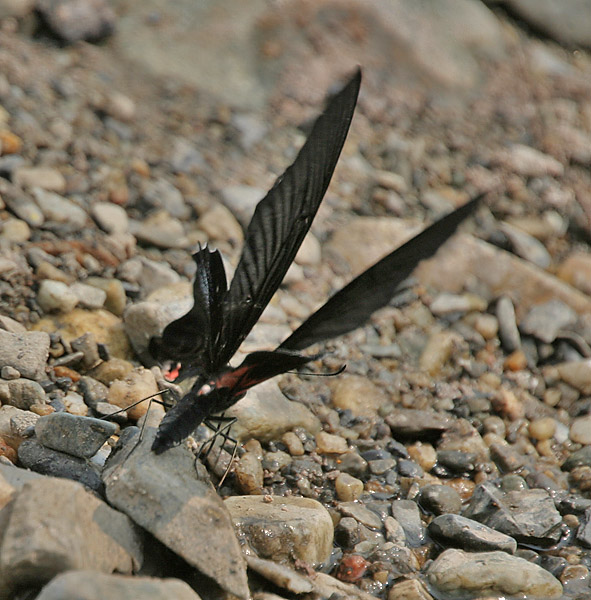